# Søre Øyane
Søre Øyane er en by og en samling øer i den sydlige del af Os kommune ud mod Bjørnafjorden i Hordaland fylke i Norge.
Byen har indbyggere (2012). Søre Øyane består hovedsagelig af øerne Lepsøy, Sundøy, Bruarøy og Røttingen.
På Sundøy ligger virksomheden Mecmar, som producerer et meget avanceret og miljøvenlig udstødningssystem til skibsfarten. Virksomheden har blandt andet leveret udstødningssystem til den svenske marines korvetter (små fregatter), til 27 malaysiske fregatter, og til Den Kongelig Norske Marines MTBe i Skjold-klassen.